# Катерина Пенькова
Катерина Пенькова (нар. 5 липня 1983, Донецьк, Україна) — українська драматургиня, сценаристка, кураторка. Співкураторка (з Лєна Лягушонкова) фестивалю “Драматургії любові і бобра”. Співзасновниця “Театру Драматургів”.

## Життєпис
Народилася у Донецьку в 1983 році. Здобула освіту в Київській державній академії естрадного та циркового мистецтв, де навчалася за спеціальністю «Актриса розмовного жанру».
Її творчість була неодноразово відзначена національними та міжнародними конкурсами. У 2012 році вона стала лауреаткою І премії Міжнародного літературного конкурсу «Коронація слова». У 2020 році її трагікомедія «Свинина», яка розповідає про життя українських заробітчан у Польщі, перемогла в драматургічному конкурсі Українського інституту в межах програми «Transmission.ua: drama on the move. Germany». У 2023 році Пенкова здобула перемогу на конкурсі «Драма.ua» з текстом «Марафон «російська рулетка».
Її п’єса «Назву не пам’ятаю» увійшла до англомовної збірки "Ukrainian New Drama After the Euromaidan Revolution". У жовтні 2023 року в межах міжнародного проєкту «Історія пише себе сама» в Gorki Theater у Берліні відбулося читання трагікомедії «Варвари цибулевої масті», де головною персонажкою є польська волонтерка, яка приймає у себе українську біженку.
Серед постановок у Польщі можна відзначити: «Бука» (2023) в Польському театрі у Бидгощі (режисерка — Ольга Турутя-Прасолова), «Казки у валізах» (2022) в Komuna Warszawa (режисер — Беньямін Коц). Обидві п'єси написані у співавторстві із драматургинею Лєною Лягушонковою.
Катерина Пенкова не лише досягає успіхів у драматургії, але й співтворить мережу хостелів у Польщі. Її творчість охоплює широкий спектр тем, включаючи війну, пошуки себе, насильство над жінками, постколоніалізм, материнство та міграцію. .
| | Настільки сильне й приголомшливе нерозуміння, до яких пір, до якої міри людина готова терпіти це зґвалтування, вбивство рідних, сусідів?! Заради чого? Щоб бути ближчим до Москви чи Пітера, бо в них "багатша культура"? Але ж вона не історично глибша! Це не означає, що Україна не має свого. Нас грабували довгий час, усе найліпше вивозили. Чому декому так хочеться московського театру, їхніх артистів?! Чому їм важливо бути дотичними саме до цього, а не будувати своє?! Зрозуміло, що це важче. Складно будувати з нуля те, що багато разів руйнували, вбивали, розстрілювали. |
| — Катерина Пенкова, Чому комусь важливо бути нащадком імперії: драматургиня Катерина Пенькова про п'єсу "Готель «Великобританія» | |

## Творчість
- 2022 р. “Казки у валізах”, у співавторстві із Лєною Лягушонковою, Komuna Warszawa, режисер Beniamin Koc.
- 2022 р. “Покидьки”, Академічний музично-драматичний театр в м. Кропивницьке, режисери: Марина Юрченко та Максим Монастирський.
- 2022 р. “Покидьки” в Угорщині, режисерка Зоряна Цвик.
- 2022 р. “Бука” у співавторстві із Лєною Лягушонковою, “Дикий театр” та Одеський академічний музично-драматичний театр ім. В. Василька, режисер Максим Голенко (прем’єра мала бути 4 і 5 березня 2022 року, але не відбулась…).
- 2021 р. “Історія роду, який згубили марні надії, безпутні жінки та бойові півні” у співавторстві із Лєною Лягушонковою за Г.Г. Маркесом для Харківського театру ляльок ім. Афанасьєва, режисерка Оксана Дмитрієва[19]
- 2020 р. “Назву не пам’ятаю”, Чернігівський Молодіжний театр, режисер Володимир Сурай
- 2020 р. “Покидьки”, студія Зоряні діти, режисерка Зоряна Цвик

## Досягнення
Фіналістка I, II, III лабораторії драматургії НСТДУ. Учасниця лабораторії Молодого театру “Молодий драматург” та I і II школи Швидкої драми Post Play театру.
Лауреатка І премії міжнародного літературного конкурсу “Коронація слова” (2012 рік)
Неодноразова учасниця лонг та шорт-листів фестивалів Драма.ua та Тиждень актуальної п’єси.
Одна з переможиць драматургічного конкурсу Ukrainian Institute - Український інститут в рамках «Transmission.ua: drama on the move. Germany» із текстом “Свинина” (2020 рік).